# Die Insel der Riesen-Dinosaurier
Die Insel der Riesen-Dinosaurier (Originaltitel: Dinosaur Island), auch Die Insel der Dinosaurier, ist ein US-amerikanischer Low-Budget-Film von Jim Wynorski und Fred Olen Ray aus dem Jahre 1994. Im Handlungsstrang sind mehrere Softsex-Szenen enthalten.

## Handlung
Die US-Amerikaner Captain Jason Briggs und Sgt. Ben Healey haben den Befehl, die drei Soldaten Hubert „Turbo“ Grabowsky, Wayne „The Brain“ Kincade und John Skeemer vor ein Militärgericht zu bringen.
Auf der Reise von Seoul nach Honolulu stürzt jedoch ihr Flugzeug durch einen Triebwerksschaden verursacht mitten über dem Pazifik ab. Die Überlebenden können sich auf eine unbekannte, vermeintlich verlassene, Insel retten, wie sich allerdings recht bald herausstellt, wird die Insel von attraktiven Amazonen und von Dinosauriern bevölkert. Das Volk der Amazonen opfert den Dinosauriern regelmäßig Jungfrauen.
Die Soldaten werden von den Frauen gefangen genommen und in ihr Dorf gebracht, wo sie von dem Oberhaupt ihres Stammes, Königin Morgana, zum Tode verurteilt werden. In einem darauf folgenden Handgemenge können Briggs und Healey fliehen, Skeemer, Grabowsky und Kincade bleiben jedoch weiterhin in der Gewalt der Amazonen. Durch Zufall (Skeemers Tattoo) werden die Soldaten für Götter gehalten, die auf die Insel gesandt wurden, um den Erzfeind der Amazonen zu töten: Den die anderen Dinosaurier beherrschenden Giganten, einen riesigen Tyrannosaurus Rex.
Die Soldaten machen sich zusammen mit den Amazonen April, Mai und Juni auf den Weg, um den Giganten zu töten. Bei einem ersten Treffen mit dem „Oberdinosaurier“ wird Sgt. Healey getötet.
Nachdem sie den Giganten aufgespürt haben, gelingt es ihnen, diesen zu töten. Sie kehren in das Dorf zurück, wo Captain Briggs Königin Morgana heiratet und von diesem Zeitpunkt an der König des neuen Amazonenstammes ist.

## Kritiken
„Billiger Abenteuer- und Fantasy-Klamauk.“

„Ein flacher, auf heiter getrimmter Abenteuerfilm“